# オーバル・スピネット

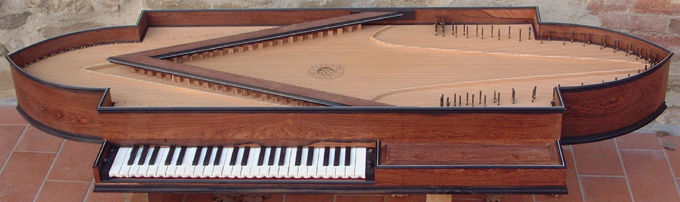
オーバル・スピネットの複製。

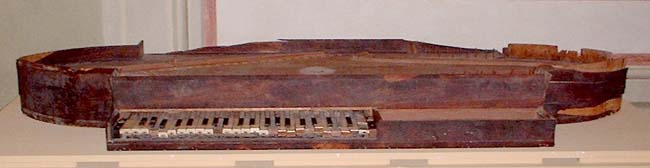
1690年に作られたオーバル・スピネットの現物。

オーバル・スピネットとは、バルトロメオ・クリストフォリが製作した楽器。
スピネット（小型チェンバロ）であると同時に、最も長い弦がケースの真ん中に位置する、一種のヴァージナルであった。1690年製作と1693年製作の二台が現存する。